# Bitefight
BiteFight è un gioco online appartenente alla categoria dei browser game, in cui è possibile scegliere di impersonare un vampiro o un lupo mannaro. Le due razze sono in costante lotta fra di loro, ed è impossibile combattere con qualcuno della propria razza (a meno che non ci si inscriva alla casa del dolore presente in gioco). Il gioco si appoggia su 23 server diversi indipendenti uno dall'altro, e senza possibilità di interazioni. Lo scopo del gioco consiste nello scalare la classifica guadagnando quanto più sangue (se vampiri) o carne (se licantropi) possibile, attraverso vere e proprie battute di caccia: l'obiettivo della caccia saranno utenti di razza opposta, umani comuni, o demoni.

## Modalità di gioco
La registrazione e il gioco sono gratuiti, con l'eccezione di alcune funzioni per cui è richiesta una valuta speciale (chiamata Pietre Infernali, o Hellstones) acquistabile solamente tramite carta di credito, compatibilmente con il business model Freemium. Poiché la spesa di soldi veri offre significativi vantaggi in termini di gameplay (accesso ad equipaggiamento speciale, più azioni giornaliere) il gioco è anche inscrivibile nella categoria dei pay-to-win. 
Il gioco si svolge in tempo reale, assegnando un incrementale costo in minuti alle varie possibili azioni (battute di caccia, sessioni di lavoro, acquisto e vendita di oggetti) e spingendo il giocatore ad organizzarle in modo da massimizzare la loro resa. Per molte delle possibili azioni svolgibili è richiesta una spesa di punti azione, risorsa che si rigenera ogni ora ed ogni volta che il vostro personaggio salirà di livello ed il cui massimale potrà aumentare acquistando gli appositi upgrade (del Viale, una parte della Magione). Una specifica pozione, acquistabile dal mercante, consente di rigenerare istantaneamente dieci punti azione. 
All'interno del gioco è possibile creare gruppi e clan, permettendo ai giocatori di cooperare ed aiutarsi a vicenda nel salire di posizione sulla classifica. Poiché non esiste un cap di livello i nuovi giocatori si trovano spesso a fare i conti con l'impossibilità di raggiungere chi invece si trova in classifica dall'apertura del server o dei premium users; situazioni analoghe si possono notare in altri browser game similari (Battleknight, Ogame, etc.) e sono pensate come parte integrante del modello Freemium/p2w e funzionali nello spingere l'utente all'acquisto delle funzioni a pagamento.
Ogni personaggio ha delle caratteristiche che possono essere aumentate, quando non si è impegnati né al cimitero né in una battuta di caccia, investendovi dell'Oro con l'Allenamento:
- Forza: indica la quantità di potenza che sei in grado di sfoderare in battaglia. Più alto è il valore della forza, più grande sarà il danno provocato al tuo nemico.
- Difesa: rispecchia le tue capacità difensive e le tue possibilità di evitare gli attacchi del tuo nemico. Inoltre, essa aumenta i tuoi punti vita.
- Abilità: incide sulla possibilità che hai di colpire il tuo nemico in battaglia. Maggiore è questo valore, maggiori probabilità avrai di non mancare il tuo nemico. Questo attributo garantisce inoltre un maggiore successo nella caccia agli esseri umani.
- Resistenza: influenza direttamente la tua energia vitale e ti aiuta a limitare i danni che subisci. Più alto è suo il livello, più velocemente le tue ferite si rimargineranno. Il tasso di recupero all'ora corrisponde a due volte e mezzo i tuoi punti resistenza.
- Carisma: determina la tua abilità nello scovare un nemico durante una scorreria. Più alto sarà il livello del tuo carisma, migliori saranno le probabilità di trovare i tuoi nemici, anche se il livello della loro magione sarà piuttosto alto. Durante la battaglia, invece, il carisma ti aiuta a sfoderare i tuoi talenti, mentre, durante la caccia agli umani, esso ti consente di ottenere più bottini.

## Magione
La Magione protegge dagli attacchi dei nemici circostanti. Più la Magione è estesa e sviluppata più efficacemente il giocatore è protetto. D'altra parte non è possibile incrementare il livello delle Mura, del Viale e del Paesaggio circostante oltre il livello corrente della Magione.
- Magione: per ogni livello aggiuntivo si avranno due spazi in più nell'inventario per gli oggetti.
- Mura: le Mura servono a proteggere dagli attacchi e consentono di subire meno danni. Grazie alle Mura gli avversari riceveranno un bonus danno di -15 quando in una fase di attacco.
- Viale: attraverso un Viale è possibile raggiungere più velocemente le destinazioni. In questo modo, si potrà compiere un numero maggiore di azioni. + 1 Punto Azione sul massimale di Punti Azione per ogni livello del Viale.
- Paesaggio: il paesaggio è la manifestazione dell'aura oscura. Più esso è imponente, più le abilità speciali sono efficaci contro gli attacchi degli avversari. Con un paesaggio si ottiene il +12% di bonus per l'attivazione dei talenti in caso di attacco da parte di un nemico.

Altri 4 ampliamenti sono disponibili solo se si hanno a disposizione Pietre Infernali e sono:
- Forziere: serve per salvare parte dell'Oro raccolto. Se si venisse attaccati da un nemico, la paga giornaliera, dipendentemente dal livello, è al sicuro nel forziere.
- Forziere del principe: nel Forziere del principe si custodisce una parte dell'oro raccolto dai nemici. Se si venisse assaltati dal nemico, 4 paghe giornaliere, a seconda del livello, saranno al sicuro nel forziere. L'effetto del Forziere del principe si aggiunge a quello del Forziere ed è attivabile solo dal livello 100.
- Guardiano Gargoyle: il Gargoyle aiuta nel combattimento contro i nemici. La difesa è incrementata del 30% rispetto al normale. Il potenziamento è disponibile solo quando il giocatore è sotto attacco.
- Libro dei Dannati: gli antichi hanno raccolto moltissime informazioni preziose nel Libro dei Dannati durante il corso dei secoli. Tali informazioni potranno tornare utili nella lotta contro gli avversari. Attraverso esso, la forza aumenta del 30%. Il potenziamento è attivo solo nelle fasi di attacco da parte del giocatore.

## La Cittadella
I negozietti che si affacciano sulle vie del borgo consentono di equipaggiarsi con armi e oggetti che daranno indubbi vantaggi negli scontri e permetteranno di sconfiggere i nemici. Non solo negozi ma anche luoghi in cui aumentare oro e punteggio.
- Il Cimitero: qua potrai trovare lavoro ed Oro. Puoi scegliere da solo quante ore lavorare, fino ad un massimo di 8 tutte insieme. Sarai pagato in base al tuo livello ed otterrai quanto ti spetta solo quando avrai terminato il tuo turno. Se esci prima dal lavoro, interrompendolo, non verrai remunerato per niente.

Attenzione: mentre lavori al cimitero puoi anche essere attaccato dagli altri nemici. Il tuo personaggio continuerà a lavorare anche se ti disconnetti da internet o spegni il pc (quindi non hai bisogno di essere sempre collegato).
- Il Mercante: qui puoi acquistare tantissimi oggetti utili.

Armi ed armature spesso ti consentono di aumentare la tua forza o altre abilità.
Più alto è il tuo livello, più ampia sarà la scelta degli oggetti che puoi acquistare.
Nel riepilogo del tuo inventario puoi attivare solo un'arma (o un elmo, uno scudo, ecc.) alla volta, ma puoi portare con te anche più oggetti dello stesso tipo. Se attivi una nuova arma, l'arma che stavi indossando in quel momento viene disattivata.
Il numero di oggetti che puoi portare con te dipende dal livello di espansione della tua Magione.
- La Taverna: nella Taverna puoi accettare missioni ed ottenere informazioni su quelle già accettate. Puoi scegliere fra diversi gradi di difficoltà: facile, medio, difficile, esperto. Più l'incarico sarà difficile, più tempo ti servirà per eseguirlo. All'aumentare del grado di difficoltà, aumenta anche l'entità della ricompensa in caso di successo, ma allo stesso tempo aumenta anche il tempo di attesa prima di poter accettare un nuovo incarico.

Inoltre con il nuovo aggiornamento è possibile accedere alla modalità storia, in cui le vostre decisioni influenzeranno la storia del personaggio.
- La Grotta: è un luogo infestato da demoni nel quale potrai dare sfogo al tuo istinto di caccia. Spesso la caccia ai demoni rientra in una missione. I demoni potrebbero essere anche molto pericolosi, e avere un livello superiore al tuo. Rispetto alla caccia agli esseri umani, durante la caccia ai demoni potrai accumulare più esperienza e ottenere bottini migliori, tuttavia, potresti perdere dei punti vita. Il vantaggio della caccia ai demoni è che avrai sempre un avversario da sconfiggere.
- La Piazza del Mercato: è il posto perfetto per i loschi affari. Ogni persona può vendere i propri oggetti qua. Potrai mettere qualche tuo oggetto in vendita o tu stesso potrai acquistarne dagli altri giocatori. Spetta ai giocatori stabilire il prezzo per i propri oggetti; in ogni caso, ci sarà una tassa da pagare per la vendita.

Attenzione: puoi acquistare anche oggetti che sono fuori dalla tua portata ma in questo caso potrai indossarli o rivenderli al Mercante solo quando avrai raggiunto il livello dell'oggetto.
Dopo che avrai acquistato un oggetto alla piazza del mercato, l'oggetto viene legato alla tua anima. Non potrai più rivenderlo alla piazza del mercato ma solo dal Mercante.
- La casa del dolore: iscrivendoti al libro delle ombre (dal livello 15) puoi combattere contro ogni giocatore che vi è già registrato, indipendentemente dalla sua razza o dal suo livello. In caso tu decida di cercare un avversario in modo casuale, non potrai più cambiarlo all'ultimo minuto, in quanto il combattimento inizierà subito. Potrai cancellarti dal libro solo dopo 24 ore.
- La Chiesa: qui potrai far curare le tue ferite in cambio di oro. Per una guarigione del 100% dovrai pagare 5 punti azione. Dopo esserti fatto curare dovrai aspettare 2 ore prima di richiedere un'altra guarigione (tempo di attesa). Se durante il tempo di attesa vuoi chiedere un'altra guarigione, il costo in punti azione e il tempo di attesa aumenteranno.
- La Biblioteca: potrai cambiare il tuo nome pagando una somma in monete d'oro. Oppure riscrivere del tutto i documenti usando le pietre infernali.
- Il negozio VooDoo: in questo posto misterioso puoi acquistare Pietre Infernali con i tuoi soldi. Le Pietre Infernali sono dei rarissimi cristalli che possiedono un'energia enorme: essi ti consentono, infatti, di acquistare oggetti di straordinaria potenza.

Inoltre, nel Negozio VooDoo puoi diventare il Signore delle Ombre, e godere così di alcuni vantaggi che renderanno il gioco ancora più piacevole.
La Pietra della Metamorfosi è l'unica possibilità che hai per cambiare la tua razza anche in un secondo momento. Utilizzando la pietra ti trasformerai automaticamente nell'altra razza e sarai espulso dal tuo Clan. Qualora sia tu il fondatore del Clan, esso verrà sciolto.

## Caccia
La Caccia è il punto focale del gioco. Per iniziarla l'Energia Vitale dev'essere superiore ai 25 punti ferita. In caso contrario bisogna aspettare di rigenerarsi oppure acquistare una Pozione della salute dal Mercante.
Il tipo di caccia più semplice è quella agli umani. Ogni creatura ha un totale di 100 azione (somma base), per usare la caccia nelle fattorie, nei villaggi si paga un punto azione, per eseguire la caccia nei borghi e nelle città vi serviranno due punti azione infine per attaccare una metropoli vi serviranno 3 punti azione, la riuscita della caccia dipenderà dal livello del vostro personaggio, più sale più aumenta la percentuale di successo. Il risultato della caccia è annunciato pochi istanti dopo, e vi dirà se la caccia ha avuto successo (monete e litri di sangue se vampiri o carne se licantropi) e se non ha avuto successo ci saranno due opzioni, la prima consiste in un messaggio in cui viene scritto: La caccia non ha avuto successo ma sei comunque riuscito ad andartene senza problemi, la seconda invece consiste in una battaglia che perderete.
Un altro tipo di caccia, più rischioso è il Combattimento, e si effettua attraverso la ricerca specifica della vittima (inserendo il nome del personaggio che si vuole attaccare) oppure attraverso la ricerca casuale. La ricerca casuale costa sempre un punto azione. Una volta trovata la vittima appare la sua Caratterizzazione e una carrellata con le sue caratteristiche in base alle quali si può decidere se attaccare oppure ritirarsi. Non è permesso sferrare un attacco a un personaggio con Energia Vitale inferiore a 25, e più volte entro un'ora dall'ultimo attacco.

## Il Clan
Il Clan è un gruppo di diversi giocatori della stessa razza. Il loro scopo è diventare il Clan più forte e combattere insieme tutti quelli che trovano sulla loro strada. Gli adepti di un Clan si aiutano vicendevolmente ed insieme combattono contro i loro nemici.
Spetta a te unirti ad un clan esistente oppure fondarne uno oppure continuare da solo nel gioco (non è obbligatorio far parte di un clan per poter giocare).
- Fondazione di un Clan e adepti: il numero massimo di adepti che un Clan può avere dipende dal livello del rifugio del Clan.

Per ogni livello di espansione del rifugio, 3 nuovi adepti potranno entrare nel Clan. Il rifugio del Clan può avere al massimo 16 livelli di espansione ed ognuno di essi costerà dell`oro. Ad ogni modo, ogni adepto può versare dell'oro nella cassa del Clan, il cui contenuto può essere utilizzato solo per espandere il rifugio e compiere rituali. Il Fondatore e gli Amministratori di un Clan hanno diversi strumenti a loro disposizione per gestire gli adepti.
- Guerre tra Clan: un Clan può dichiarare guerra ad un altro Clan a patto che i due Clan possiedano lo stesso livello di espansione del rifugio. Se un Clan dichiara guerra ad un Clan della stessa razza, il Clan sfidato potrà accettare o meno la guerra. Le guerre contro Clan di razza diversa possono invece iniziare subito. Quando una dichiarazione di guerra viene accettata, si hanno a disposizione 8 ore di tempo prima dell'inizio. Durante questo tempo di preparazione, i membri dei Clan in guerra possono decidere se prendere parte alla battaglia o meno.

Un'ora prima dell'inizio della guerra, i membri del Clan che hanno deciso di prendervi parte si riuniscono. A partire da questo momento, essi non potranno più compiere alcuna azione.
I Clan verso cui è stata dichiarata guerra hanno la possibilità di abbreviare il tempo di attesa per l'inizio della guerra fino ad un massimo di 1 ora. Gli amministratori del Clan possono schierare ogni membro che decide di prendere parte alla guerra nella posizione che ritengono più opportuna. Uno schieramento strategico è un fattore decisivo per l'esito della battaglia. È possibile scegliere anche l'opzione "combattimento di massa", ossia una lotta tutti contro tutti.
Ciascun membro del Clan vincitore che ha preso parte alla guerra ottiene, in proporzione al proprio valore di combattimento, una certa quantità di oro calcolata sul totale dell'oro dei partecipanti alla battaglia.
Il Clan che ha perso non riceve nulla.
Ogni combattente ottiene una certa quantità di punti esperienza a seconda delle battaglie che ha condotto o dei turni di combattimento di massa a cui ha partecipato.
- Rituali di Clan: hanno impatto su tutti gli adepti del clan e possono, per esempio, rinforzare le loro caratteristiche. Gli adepti possono richiamare un evocatore per portare a termine il rituale desiderato. Il prezzo dell`evocazione viene pagato dalla cassa del clan. Un'evocazione dura 10 minuti. Al termine dell'evocazione le condizioni per il rituale devono essere tutte soddisfatte. Gli adepti di un clan possono richiamare l'evocatore solamente ogni 2 ore.